# Ivo Maroević
Ivo Maroević (1. října 1937 – 20. ledna 2007) byl chorvatský muzeolog a historik umění.

## Život
Ivo Maroević se narodil v roce 1937 ve Starigradu v Chorvatsku. Vystudoval dějiny umění a angličtinu na univerzitě v Záhřebu. Po promoci pracoval jako učitel a později jako kurátor a restaurátor v městském muzeu v Sisaku. V roce 1969 se stal zaměstnancem Chorvatského konzervátorského institutu. Od roku 1983 vyučoval na katedře dějin umění a informatiky na univerzitě v Záhřebu. V roce 1986 se zde podílel na založení katedry muzeologie. Mezi jeho studenty patřil např. Peter van Mensch. Maroević je autorem třinácti knih a více než 400 článků z oblasti muzeologie, ochrany kulturního dědictví, architektury a urbanismu. Byl členem výboru ICOM a ICOFOM. Zemřel 20. ledna 2007 v Záhřebu.

## Dílo
- Uvod u muzeologiju, Zagreb, 1993 (Introduction to Museology – the European Approach, Munich 1998)